# Aleut-szigetek
Az Aleut-szigetek (feltehetően a csukcs aliat (am. „sziget”) szóból, angolul Aleutian Islands) a Csendes-óceán északi részén húzódó szigetlánc. Legnyugatibb, Oroszországhoz tartozó tagjait leszámítva az Amerikai Egyesült Államok Alaszka tagállamának része. Az északi 52. és 55. szélességi, valamint a keleti 172. és a nyugati 163. hosszúsági kör között helyezkedik el.
Az Alaszkai-félszigeten található Aleut-hegység közvetlen folytatásaként délnyugati, majd a 129. hosszúsági körtől északnyugati irányban, összesen 1900 km hosszan sorakozó, kis szigetek vulkanikus eredetűek; a Kuril-szigetekhez, Japán szigeteihez és a Kamcsatkához hasonlóan a Csendes-óceáni-lemez határán alakultak ki (lásd Csendes-óceáni tűzgyűrű).
A 2000-es népszámlálás adatai szerint a szigetcsoporton 8162 fő él, közülük 4283-an a legnagyobb településen, a hasonnevű szigeten épült Unalaskában.

## Domborzatuk
A szigetíveken szokásos módon a szigetek többsége egy-egy, a tengerfenékről kiemelkedő vulkáni kúp. A sziget közepén magasodik a vulkán; vízmosásokkal árkolt lejtői körkörösen lejtenek. A tengerfenékhez közel a hegylánc folyamatos. A közeli kúpok már a vízfelszín fölött összeérhetnek; ilyenkor egy-egy szigeten több vulkán is lehet.
A négy legmagasabb tűzhányó:
- Cleveland (1730 m – ez az egyik legaktívabb; egyebek közt 2006-ban és 2013 májusában is kitört),
- Carlisle (1620 m – utolsó igazolt kitörése 1828-ban volt, utolsó valószínűsített kitörése 1987-ben),
- Herbert (1280 m[1] – nincs feljegyzett kitörése) és a
- Tana (1170 m – nincs feljegyzett kitörése).[2]

## Éghajlatuk
A szigetek éghajlata óceáni, mérsékelt és kiegyensúlyozott hőmérséklettel. A nyarak jóval hidegebbek, mint a kontinensen azonos szélességen elhelyezkedő Sitka környékén, a telek azonban hasonlóak. Unalaska szigetén az évi átlaghőmérséklet 3,4 °C, az évi közepes hőingadozás 10 fok (január: 1,1 – augusztus: 11,1). A szigeteken mért legmagasabb hőmérséklet 25,6, a legalacsonyabb  –15 °C.
Az egész térségben sok csapadék hullik, évente kb. 2000 mm. Unalaska az USA legcsapadékosabb települése, évente mintegy 250 esős nappal. A nedves időjárás miatt sok szigetet szinte állandóan köd borít.

## Gazdaságuk
Az elhanyagolható mennyiségű fa (főként fűz) mellett a legtöbb szigetet perjefélék, különféle virágok borítják. Az arra alkalmas időszakban (kora májustól szeptember végéig) csak zöldségeket termesztenek. A nem túl hegyes szigeteken juhot és rénszarvast tartanak. A legfontosabb élelmiszer a tengeri hal.

## Történetük
A szigetek elhelyezkedése miatt sok antropológus valószínűsíti, hogy ezen az útvonalon vonultak át az Amerikát benépesítő ősemberek, akár egy olyan időszakban is, amelyben a Bering-földhíd nem létezett. Az alacsonyabb tengerszint miatt akkoriban jobban kiemelkedő szárazulatok közti, kisebb távolságokat egyszerűbb csónakokkal is legyőzhették. Mivel a napjainkig Alaszkában talált legrégebbi leletek is későbbiek, mint az Új-Mexikóban és Peruban feltártak, lehetséges, hogy az amerikai kontinens első emberi lakóhelyei az Aleut-szigetek és Dél-Alaszka partjaitól néhány kilométerre, a tenger alatt fekszenek.
A dán Vitus Bering és az orosz Alekszej Iljics Csirikov „nagy északi expedícióján”, 1741-ben érte el a szigetláncot. Miután egy viharban elvesztették egymást, Csirikov néhány keleti, Bering pedig néhány nyugati szigetet fedezett fel. Majd négy évtizeddel később, harmadik, utolsó útján (1778) James Cook a Katalin cárnőről elnevezett szigetek keleti tagjai mentén hajózva több sziget helyét is pontosította.
1743-ban kezdődött a tengeri vidrák és más prémes állatok vadászata; Alaszka nyugati és déli partjain orosz kereskedelmi állomásokat hoztak létre. A prémvadászok katonai és technikai fölényüket kihasználva gyakorlatilag rabszolgákként kezelték az őslakókat. 1763–64-ben az aleutok szembeszálltak velük az Unimak, az Umnak és az Unalaska szigeten, utóbbi kettőn az oroszok lerombolták falvaikat. Az aleutok helyzete a következő évtizedekben sem változott.
Az első keresztény (ortodox) misszionáriusok Herman barát vezetésével 1793-ban érkeztek. Két év múlva már csak vezetőjük volt életben; a Kodiak-sziget melletti Spruce-szigeten települt le. Herman – akit később szentté avattak – gyakran megvédte az aleutokat az őket kihasználó orosz kereskedelmi társaságoktól, és egy iskolát is alapított számukra. Az alaszkai ortodox egyház korai történetének másik jelentős alakja, Venyiaminov atya (Alaszkai Szent Ince) 1824-ben került Unalaska szigetére. Ott élt és dolgozott 1840-ig, amikor Novoarhangelszk (Sitka) püspökévé nevezték ki. Ince több alaszkai nyelvet tanulmányozott, így az aleutot is, melynek legelterjedtebb változatára, az unaganra bibliai és más egyházi szövegeket is lefordított, a cirill ábécé felhasználásával.
A szigetek 1867-ig voltak orosz fennhatóság alatt, amíg Alaszkát el nem adták az Egyesült Államoknak. Ezután kapták az Aleut-szigetek nevet.
1942. június 3-án az Unalaskán lévő Dutch Harbor haditengerészeti támaszpontját japán gépek bombázták le, majd három nappal később a szigetlánc két nyugati tagját, Attut és Kiskát japán csapatok szállták meg. A több mint egy évig húzódó aleut-szigeteki hadjárat mintegy 3300 halottat és valamivel több sebesültet követelt.
Az USA az 1960-as években kezdett nukleáris stratégiai programjának (National Missile Defense) részeként építendő rakétasilók közül többet Alaszkán, azon belül is a nagyrészt lakatlan, az ázsiai kontinenshez igen közeli Aleut-szigeteken telepítenének. Több kísérletet is itt hajtották végre.

## Szigetcsoportok
Legnyugatabbi, Oroszországi része (a nagyobb szigetek): 
Parancsnok-szigetekBering-sziget, Mednij-sziget, Toporkov-sziget, Arij Kameny-sziget.
Az USA-hoz tartozó szigeteket négy csoportra bontják. Nyugatról keletre (a nagyobb szigetek):
Near-szigetekAttu, Agattu, Alaid, Nizki, Shemya
Rat-szigetekKiska, Rat- (Kryssei-)sziget, Chugul, Amchitka, Buldyr
Andreanov-szigetekGorelei, Amatigras, Tanaga, Kanaga, Adak, Tagalak, Great Sitkin, Atka, Amlia, Seguyam
Fox-szigetekAmuchta, Unaska, Uluga, Umnak, Amaknak, Unalaska, Akutan, Akun, Unimak, Sannak